# Słońsk

dawny herb miasta Słońsk

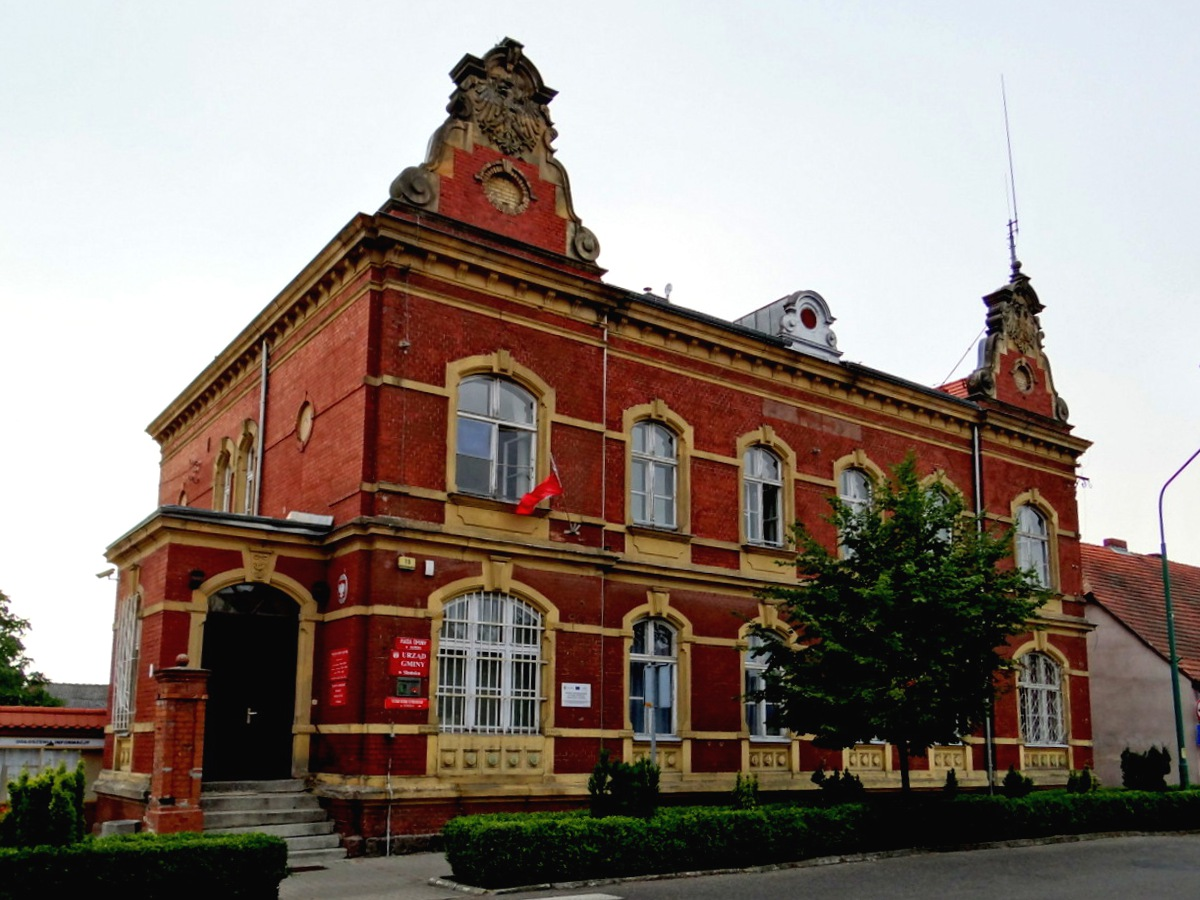
Ratusz

Słońsk (niem. Sonnenburg) – wieś gminna o charakterze miejskim w Polsce położona w województwie lubuskim, w powiecie sulęcińskim, siedziba gminy Słońsk. Dawniej miasto; uzyskał lokację miejską przed 1341 rokiem, zdegradowany w 1945 roku. W latach 1975–1998 miejscowość administracyjnie należała do województwa gorzowskiego.
Według danych z 2011 roku Słońsk liczył 3028 mieszkańców.
Słońsk leży 12 km od granicy przy drodze nr 22 łączącej Berlin i Kostrzyn nad Odrą z Poznaniem i Gorzowem Wielkopolskim. Różnymi formami ochrony przyrody objęto ponad 80% powierzchni gminy, w tym 4,5 tys. ha znajduje się na terenie Parku Narodowego Ujście Warty.

## Historia

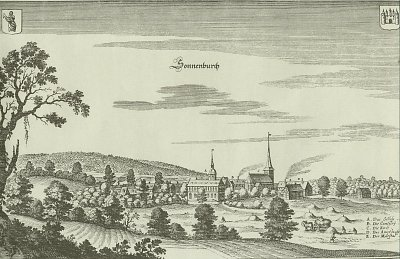
Zamek joannitów w Sonnenburgu (ob. Słońsku), sztych Meriana, XVII w

W okresie pozostawania miasta w granicach Niemiec nosiło ono nazwę Sonnenburg. Zmiana na Słońsk nastąpiła po II wojnie światowej, wraz z włączeniem tych ziem w obszar Polski.
Pierwsza wzmianka o Słońsku (opidium) pochodzi z 1295 roku.
Pierwszym udokumentowanym właścicielem miejscowości była rodzina Wedlów (gałąź Uchtenhagen), która w 1341 roku na podstawie zgody margrabiego Ludwika rozpoczęła budowę zamku. Od 1375 roku miejscowość w posiadaniu rodziny Vockenrode. W 1415 roku zamek został sprzedany Henrykowi Kinichowi; po jego śmierci został włączony do dóbr elektora brandenburskiego jako spadek.
20 marca 1426 miasto i zamek Słońsk (niem. „Schloss und Stadt Sonnenburg”) zostały nabyte i wyznaczone na siedzibę brandenburskich joannitów. W latach 1427–1429 zakon wybudował potężny zamek.
W 1808 r. Słońsk, liczący 2000 mieszkańców, uzyskał pełne prawa miejskie.
W 1933 roku utworzono tu pierwsze ciężkie hitlerowskie więzienie, podczas II wojny światowej przetrzymywano tu wybitnych przywódców ruchu oporu z państw Europy zachodniej i Skandynawii. 10 grudnia 1944 wylądowała w okolicy wsi sześcioosobowa grupa polskich spadochroniarzy pod dowództwem porucznika Czesława Szelachowskiego. Prowadziła ona działania rozpoznawcze na głównym kierunku berlińskim, a także wykoleiła osiem pociągów i wysadziła dwa mosty kolejowe na Warcie i Noteci. Byli to pierwsi polscy żołnierze operujący na terenie przyszłego województwa gorzowskiego. W nocy z 30 na 31 I 1945 r. grupa SS-manów przybyła z pobliskiego Frankfurtu n. Odrą, przy pomocy załogi więzienia rozstrzelała na jego terenie 819 więźniów. Była to jedna z największych zbrodni dokonana na obszarze obecnej Polski, podczas przechodzenia przez niego wojsk radzieckich w kierunku na Berlin (największa w Łodzi, w więzieniu radogoskim, w nocy z 17 na 18 stycznia 1945; 1500 więźniów rozstrzelanych lub spalonych żywcem). W maju 1946 miejscowość otrzymała obecną nazwę.
Po wojnie niezagospodarowany zamek niszczał i do lat 70. XX wieku zalegały tam na podłogach stosy papierów niemieckich i radzieckich. Zamek spłonął w 1975 roku. Zachowały się mury bez stropów.
W miejscowości działały dwa państwowe gospodarstwa rolne. Państwowe Gospodarstwo Rolne w Słońsku znajdujące się na Osiedlu PGR, przy przystanku autobusowym „Słońsk PGR”. Później przekształcone w Zakład Rolny w Słońsku podległy pod Państwowe Przedsiębiorstwo Gospodarki Rolnej w Ośnie Lubuskim. Drugie państwowe gospodarstwo, Zakład Produkcji Rolnej w Słońsku znajdował się na południu, w części miejscowości Łęczynek.
W miejscowości działała też spółdzielnia produkcyjna w części miejscowości Beszewice.
W marcu 2022 roku został tu otwarty Ośrodek Muzealno-Edukacyjny Parku Narodowego Ujście Warty, którego siedziba mieści się przy ulicy 3-ego Lutego. W Ośrodku znajduje się osiem tematycznych, interaktywnych sal przedstawiających florę i faunę Parku Narodowego Ujście Warty.

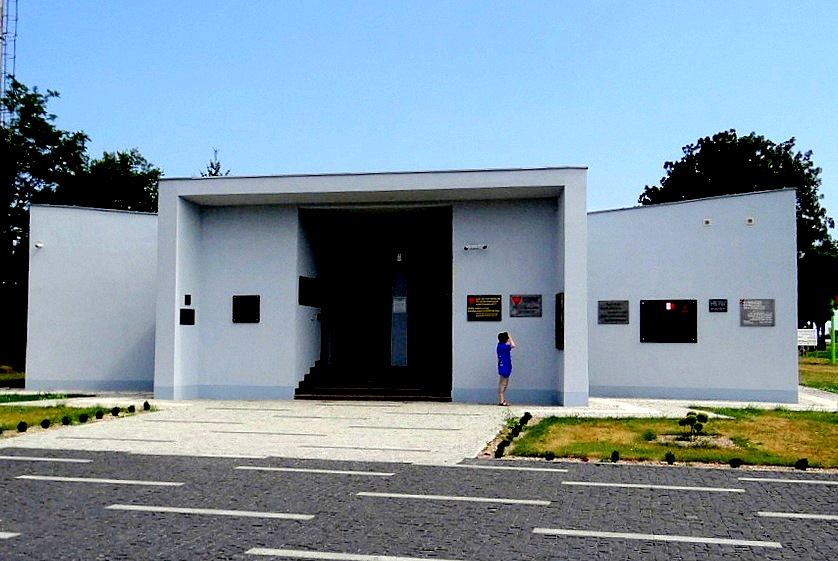
Muzeum martyrologii

## Zabytki

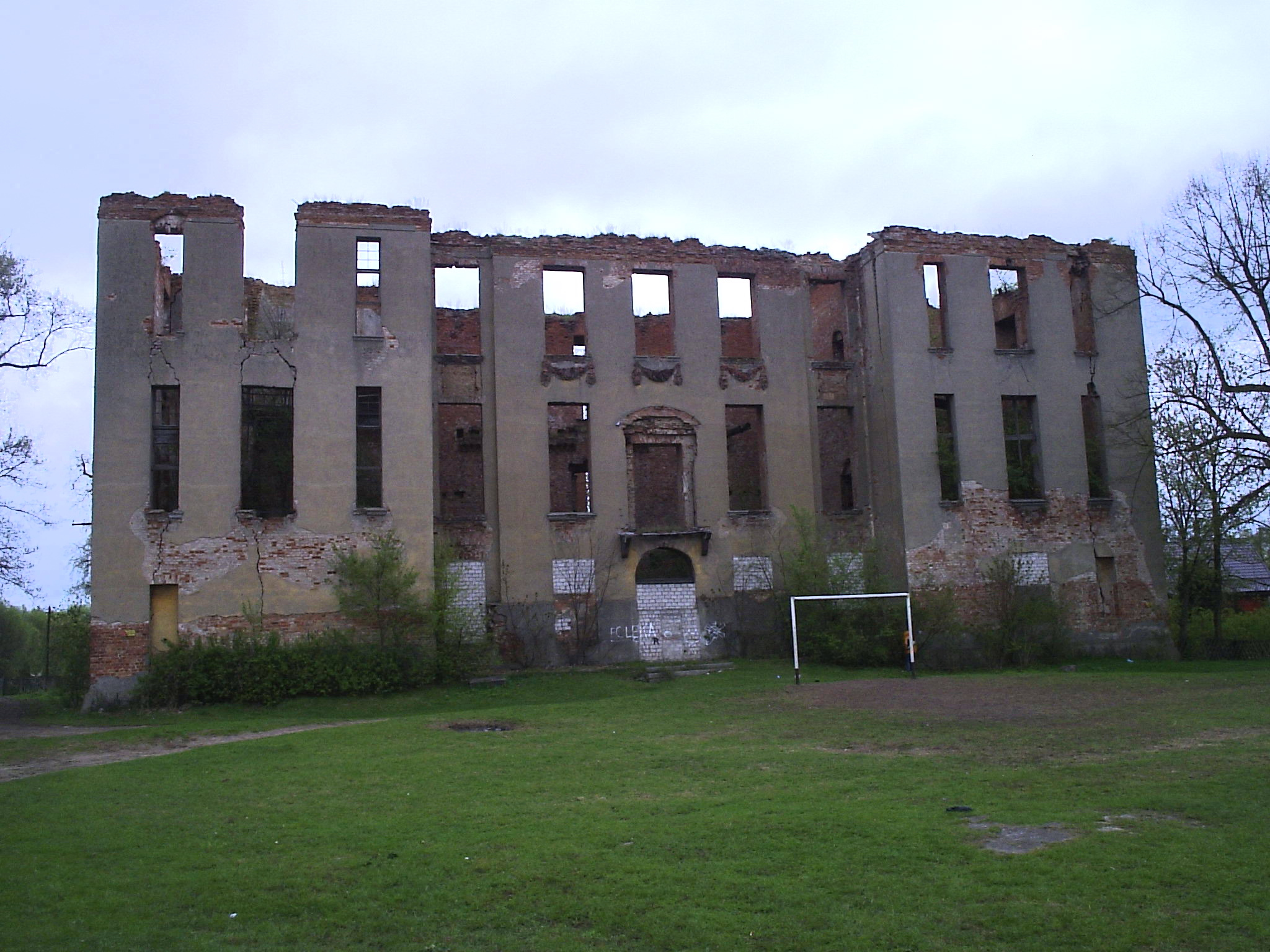
Ruiny zamku joannitów

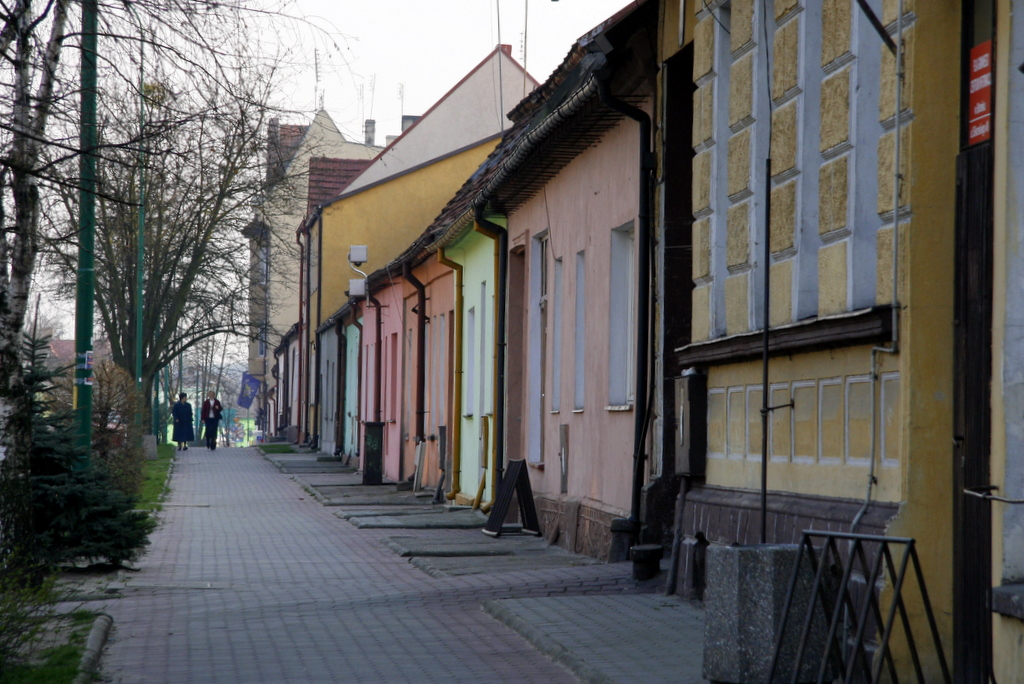
Ulica Sikorskiego w Słońsku

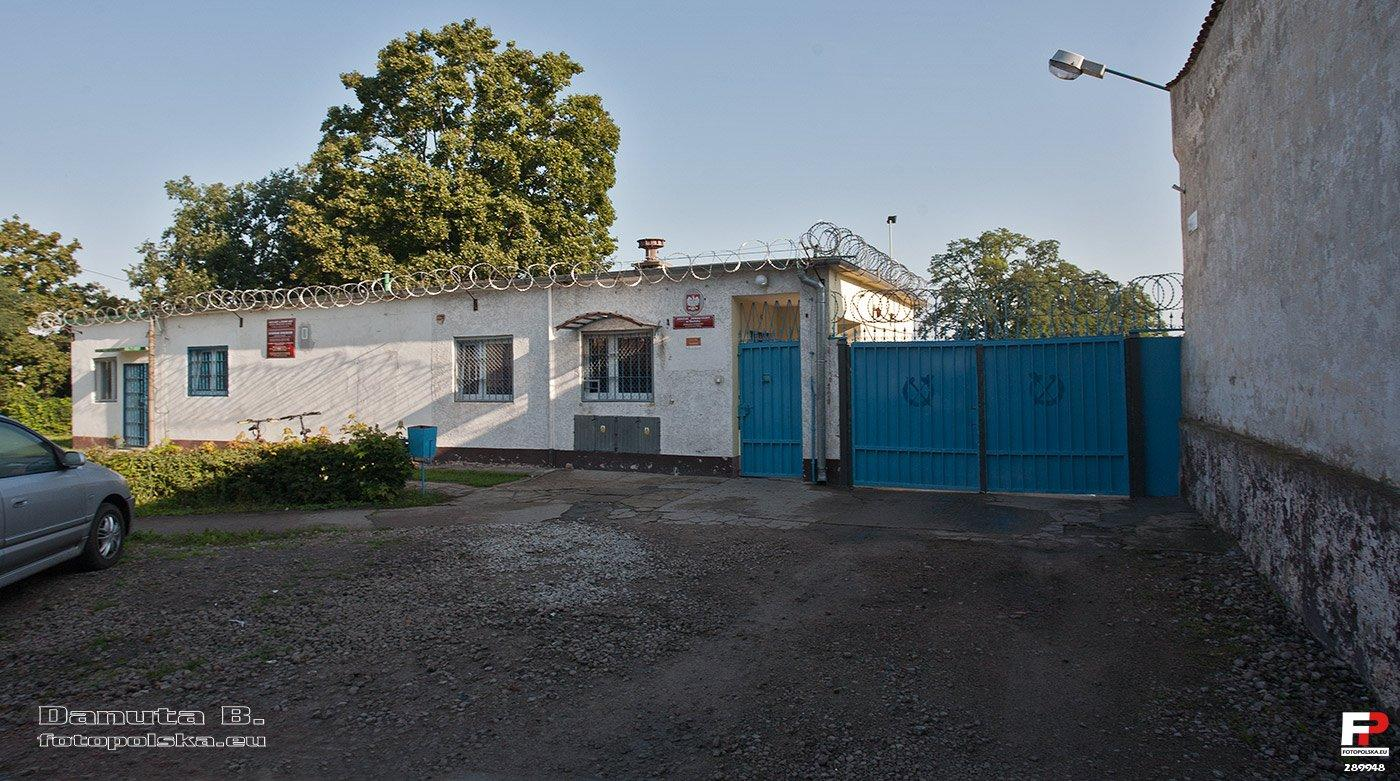
Brama zakładu karnego w Słońsku

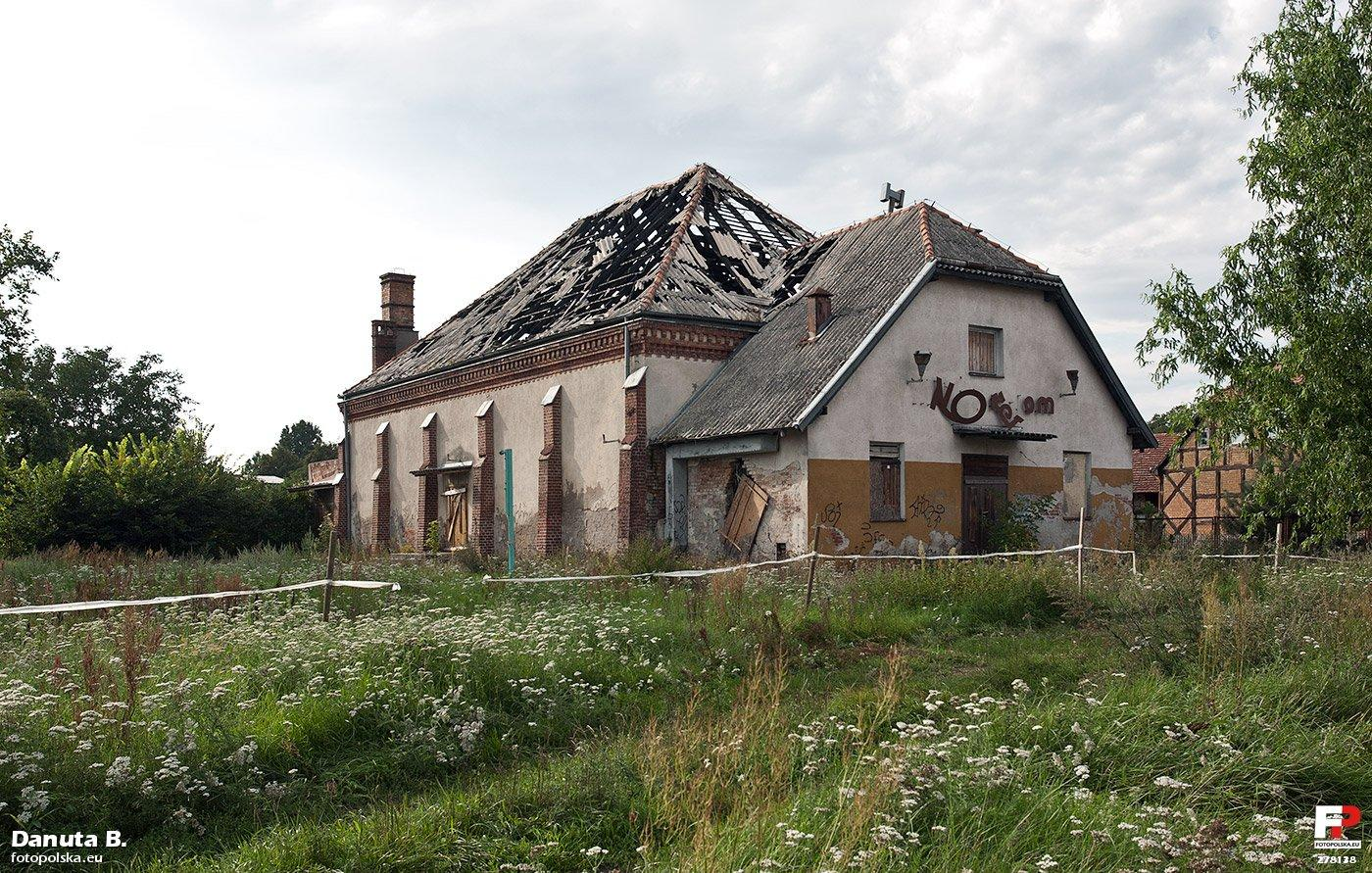
Budynek przy ulicy Zielonej, w którym mieściło się kino

Do wojewódzkiego rejestru zabytków wpisane są:
- Kościół farny rzymskokatolicki parafialny pod wezwaniem MB Częstochowskiej, gotycki z lat 1475-1522, przebudowany w XVII, XVIII i XIX wieku, z zabytkowym alabastrowym ołtarzem późnorenesansowy z 1626 pochodzi z zamku Hohenzollernów w Berlinie, wspaniałe sklepienia gwiaździste, późnogotycka polichromia, wieża przebudowana w 1817[7]
- Cmentarz ewangelicki, obecnie rzymskokatolicki, ul. Lipowa, z XIX wieku
- Zamek joannitów - zbudowany w latach 1427-1460, przebudowany w czasach renesansu, którego ówczesny wygląd przedstawił Matthäus Merian w 1652 roku ukazując wschodnią i północną elewację. Następnie około 1662 roku przebudowany na barokowy pałac joannitów. Zamek został zniszczony przez pożar w 1975 roku.
- Park pałacowy
- Plebania protestancka, obecnie rzymskokatolicka, pl. Wolności 1, z początku XIX wieku
- Cmentarz wojenny, z połowy XIX wieku
- Poczta, obecnie Urząd Gminy, ul. Sikorskiego 15, z ok. 1900 roku
- Kamienica, ul. WOP-u 1, z XIX wieku

inne obiekty:
- Cmentarz żydowski
- Cmentarz ofiar byłego obozu i więzienia z pomnikiem upamiętniającym miejsce zbrodni
- Muzeum martyrologii ofiar faszyzmu - Muzeum Martyrologii Sonnenburg[20]
- Park Narodowy „Ujście Warty”

## Oświata
We wsi znajduje się Szkoła Podstawowa im. Przyjaźni Narodów, Przedszkole Samorządowe oraz Gminna Biblioteka Publiczna.

## Sport
W Słońsku siedzibę ma Klub Sportowy „Warta” Słońsk, który został założony w 1948 r. i aż do 2009 roku występował przeważnie w lubuskiej klasie okręgowej, grupa Gorzów Wielkopolski lub ligach niższych. Największym sukcesem klubu był awans do IV ligi lubuskiej (V poziom rozgrywek) wywalczony w 2009 roku. W sezonie 2010-2011 klub spadł do ligi okręgowej. 
Stadion klubu mieści się przy ulicy 3-go Lutego.

## Wspólnoty wyznaniowe
- Kościół rzymskokatolicki:
  - parafia Matki Bożej Częstochowskiej
- Świadkowie Jehowy:
  - zbór, Sala królestwa[22]